# Toninho Cecílio
Pour les articles homonymes, voir Toninho.
Antônio Jorge Cecílio Sobrinho, plus connu sous de Toninho Cecílio, est un footballeur brésilien né le 27 mai 1967 à Avaré.